# Instytut Stiekłowa w Moskwie

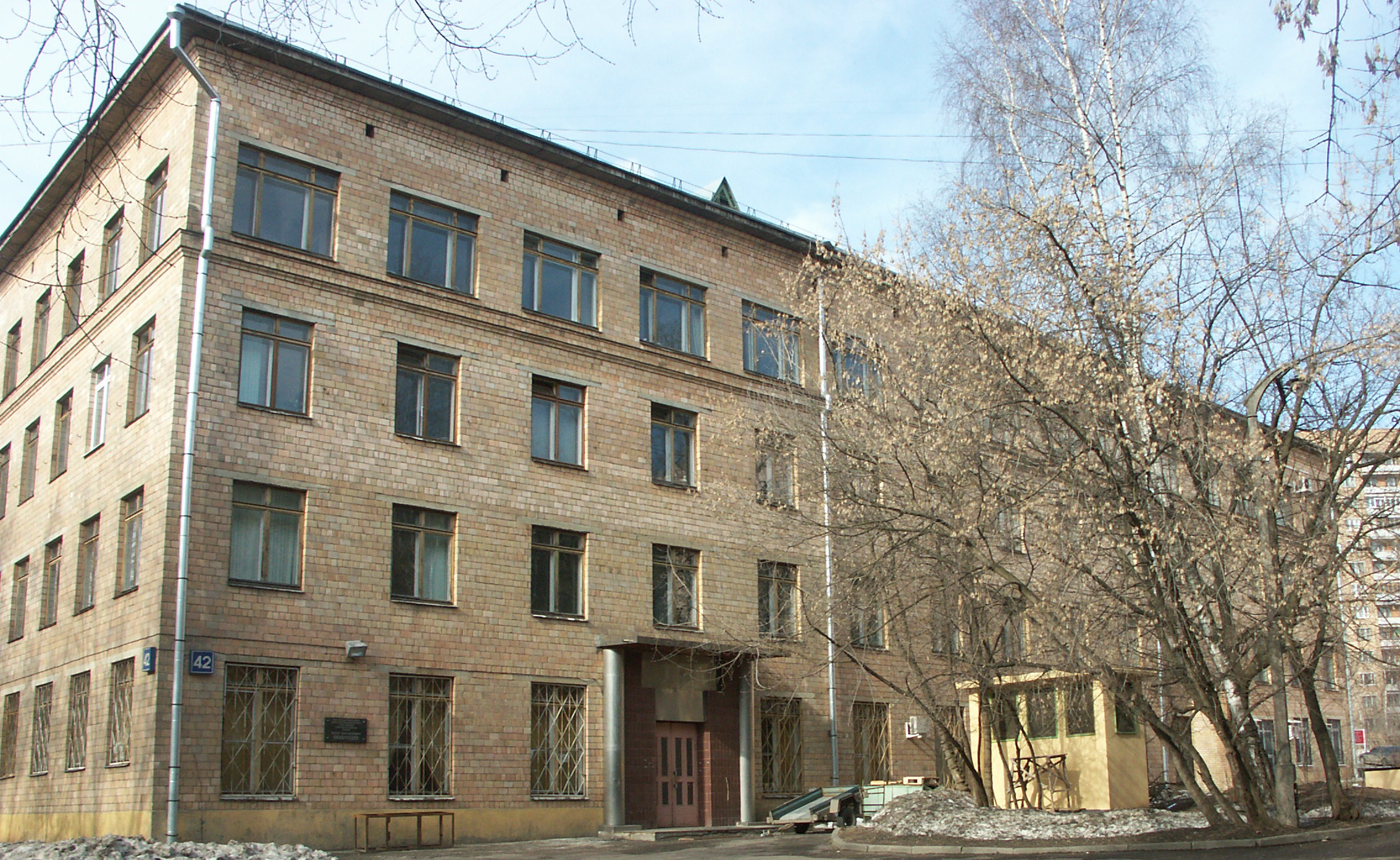
Stara siedziba Instytutu w Moskwie

Instytut Matematyczny imienia Władimira Stiekłowa Rosyjskiej Akademii Nauk, MIAN, MIRAN (ros. Математический институт имени В. А. Стеклова РАН) – rosyjska placówka naukowo-badawcza w Moskwie, nazwana na cześć Władimira Stiekłowa, będąca częścią Rosyjskiej Akademii Nauk.

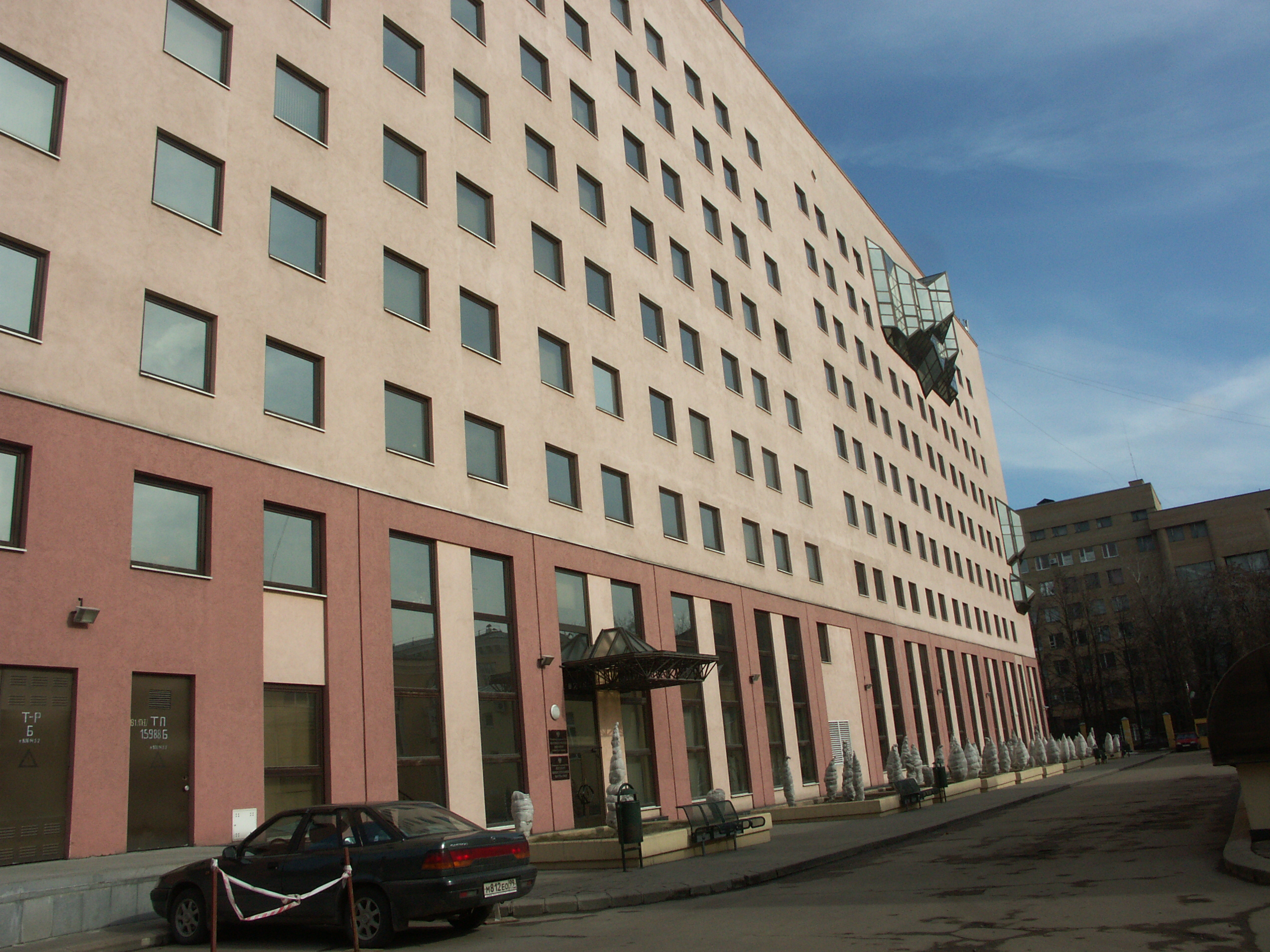
Nowa siedziba Instytutu w Moskwie, wybudowana w 1997 roku

Utworzony 24 kwietnia 1934 roku w ówczesnym Leningradzie w ramach Akademii Nauk ZSRR wskutek podziału Instytutu Fizyko-Matematycznego imienia Władimira Stiekłowa Akademii Nauk ZSRR w Leningradzie założonego w 1921 roku przez Władimira Stiekłowa, drugą częścią został Instytut Fizyczny imienia Piotra Lebiediewa Akademii Nauk ZSRR w Moskwie. W roku 1940 został przeniesiony do Moskwy, leningradzki oddział placówki od 1992 roku znany jest jako Petersburski Oddział Instytutu Matematycznego imienia Władimira Stiekłowa Rosyjskiej Akademii Nauk i uzyskał samodzielność w 1995 roku. 
Prowadzi badania podstawowe zagadnień matematyki i jej zastosowań, główne kierunki badań naukowych placówki to algebra, geometria algebraiczna, teoria liczb, geometria, topologia, logika matematyczna, matematyka dyskretna, analiza matematyczna, analiza zespolona, teoria prawdopodobieństwa i statystyka matematyczna, równania różniczkowe, sterowanie optymalne, mechanika teoretyczna, fizyka matematyczna, fizyka teoretyczna. Zajmuje się wydawaniem i współwydawaniem szeregu międzynarodowo uznanych czasopism naukowych w dziedzinie matematyki.
Z Instytutem w Moskwie związani byli m.in. Pawieł Aleksandrow, Władimir Arnold, Siergiej Bernstein, Nikołaj Bogolubow (dyrektor 1983–1987), Anatolij Fomienko, Izraił Gelfand, Aleksander Gelfond, Mstisław Kiełdysz (prezydent Akademii Nauk ZSRR 1961–1975), Łazar Lusternik, Michaił Ławrientjew (wiceprezydent Akademii Nauk ZSRR 1957–1975), Andriej Markow, Mark Najmark, Siergiej Nikolski, Piotr Nowikow, Siergiej Nowikow (Medal Fieldsa 1970), Lew Pontriagin, Leonid Siedow, Siergiej Sobolew (dyrektor 1942–1944), Lew Sznirelman, Iwan Winogradow (dyrektor 1934–1942, 1944-1983), Wasilij Władimirow (dyrektor 1988–1993). Z oddziałem w Petersburgu związani byli m.in. Leonid Kantorowicz (Nagroda Banku Szwecji im. Alfreda Nobla w dziedzinie ekonomii 1975), Jurij Linnik, Olga Ładyżenska, Grigorij Perelman (nie przyjął Medalu Fieldsa 2006), Władimir Smirnow. W 1966 roku z Instytutu w Moskwie wydzielił się dzisiejszy Instytut Matematyki Stosowanej imienia Mstisława Kiełdysza Rosyjskiej Akademii Nauk, z którym związani byli m.in. Izraił Gelfand, Andriej Markow, Aleksandr Samarski, Andriej Tichonow oraz Jakow Zeldowicz. 